# Anisozyga fascinans
Anisozyga fascinans là một loài bướm đêm trong họ Geometridae.